# ほうでん亭センマイ
ほうでん亭センマイは、主にアダルトゲームに出演する声優。2009年デビュー。

## 主な出演作品
- 姉小路直子と銀色の死神（カマボコマン）
- 喫茶ステラと死神の蝶（ミカド、御帝貴紀）
- ガンナイトガール（庫元健太郎）
- 恋がさくころ桜どき（ヒューベリオン）
- さくら、もゆ。-as the Night's, Reincarnation-（ナハト）
- 月に寄りそう乙女の作法2（ラフォーレ・ハンデルスバンケン）
- 9-nine-シリーズ（高峰蓮夜）
- 真剣で私に恋しなさい!（井上準）
- それは舞い散る桜のように -Re:BIRTH-（谷河 浩暉）